# Vrábel Ibolya
Vrábel Ibolya (Budapest, 1966. február 13. –) válogatott labdarúgó, csatár. Az első hivatalos női válogatott mérkőzés résztvevője, és az első gól szerzője 1985-ben

## Pályafutása

### Klubcsapatban
1984 és 1992 között a Femina labdarúgója volt. 1988-ban és 1991-ben bajnokságot nyert a csapattal. 1992-ben a László Kórház együtteséhez igazolt.

### A válogatottban
1985 és 1991 között 20 alkalommal szerepelt a válogatottban és öt gólt szerzett.

## Sikerei, díjai
- Magyar bajnokság
  - bajnok: 1987–88, 1990–91
  - 2.: 1988–89, 1989–90, 1992–93
  - 3.: 1984–85, 1985–86, 1986–87
  - gólkirály: 1990–91 (36 gól)
- NB II
  - bajnok: 1999–00

## Statisztika

### Mérkőzései a válogatottban
| Magyarország | Magyarország         | Magyarország                    | Magyarország | Magyarország | Magyarország  | Magyarország   | Magyarország | Magyarország     |
| #            | Dátum                | Helyszín                        | Hazai        | Eredmény     | Vendég        | Kiírás         | Gólok        | Esemény          |
| ------------ | -------------------- | ------------------------------- | ------------ | ------------ | ------------- | -------------- | ------------ | ---------------- |
| 1.           | 1985. április 9.     | Siófok, Városi Stadion          | Magyarország | 1 – 0        | NSZK          | barátságos     | 1            | 35'              |
| 2.           | 1985. április 27.    | Szekszárd                       | Magyarország | 1 – 0        | Spanyolország | Eb-selejtező   | -            | 77'              |
| 3.           | 1985. május 25.      | Gyöngyös                        | Magyarország | 2 – 3        | Olaszország   | Eb-selejtező   | -            |                  |
| 4.           | 1985. szeptember 21. | Salgótarján, Síküveggyári pálya | Magyarország | 2 – 1        | Csehszlovákia | barátságos     | 1            | 14'              |
| 5.           | 1985. október 12.    | Renens                          | Svájc        | 1 – 2        | Magyarország  | Eb-selejtező   | -            |                  |
| 6.           | 1986. március 22.    | Niš                             | Jugoszlávia  | 1 – 1        | Magyarország  | barátságos     | -            |                  |
| 7.           | 1986. szeptember 18. | Veszprém                        | Magyarország | 1 – 4        | Svédország    | barátságos     | -            | 64'              |
| 8.           | 1986. október 11.    | Eger                            | Magyarország | 1 – 1        | Svájc         | Eb-selejtező   | -            | 46'              |
| 9.           | 1988. szeptember 17. | Mezőkövesd                      | Magyarország | 2 – 2        | Bulgária      | barátságos     | -            | becserélve       |
| 10.          | 1988. október 8.     | Baja                            | Magyarország | 0 – 0        | Olaszország   | Eb-selejtező   | -            | 70'              |
| 11.          | 1989. április 23.    | Ózd                             | Magyarország | 6 – 0        | Bulgária      | barátságos     | -            | 60'              |
| 12.          | 1989. szeptember 16. | Kalocsa                         | Magyarország | 1 – 1        | Svájc         | barátságos     | -            |                  |
| 13.          | 1989. szeptember 24. | Mezőkövesd                      | Magyarország | 0 – 0        | Lengyelország | barátságos     | -            | becserélve       |
| 14.          | 1989. október 1.     | Straubing                       | NSZK         | 0 – 0        | Magyarország  | Eb-selejtező   | -            |                  |
| 15.          | 1989. október 28.    | Blagoevgrad                     | Bulgária     | 3 – 3        | Magyarország  | Eb-selejtező   | 1            | becserélve · Gól |
| 16.          | 1990. május 26.      | Esztergom                       | Magyarország | 2 – 0        | Csehszlovákia | Eb-selejtező   | 2            | 13' 15' 78'      |
| 17.          | 1990. június 9.      | Dorog                           | Magyarország | 2 – 0        | Bulgária      | Eb-selejtező   | -            | 48'              |
| 18.          | 1990. október 14.    | Sopron                          | Magyarország | 0 – 4        | Németország   | Eb-selejtező   | -            | 46'              |
| 19.          | 1990. október 25.    | Budapest, Budafok               | Magyarország | 0 – 2        | Norvégia      | Eb-negyeddöntő | -            | 62'              |
| 20.          | 1991. április 25.    | Maiano                          | Olaszország  | 2 – 1        | Magyarország  | barátságos     | -            |                  |
|              | Összesen             |                                 |              | 20           | mérkőzés      |                | 5            | gól              |